# احمد بهار

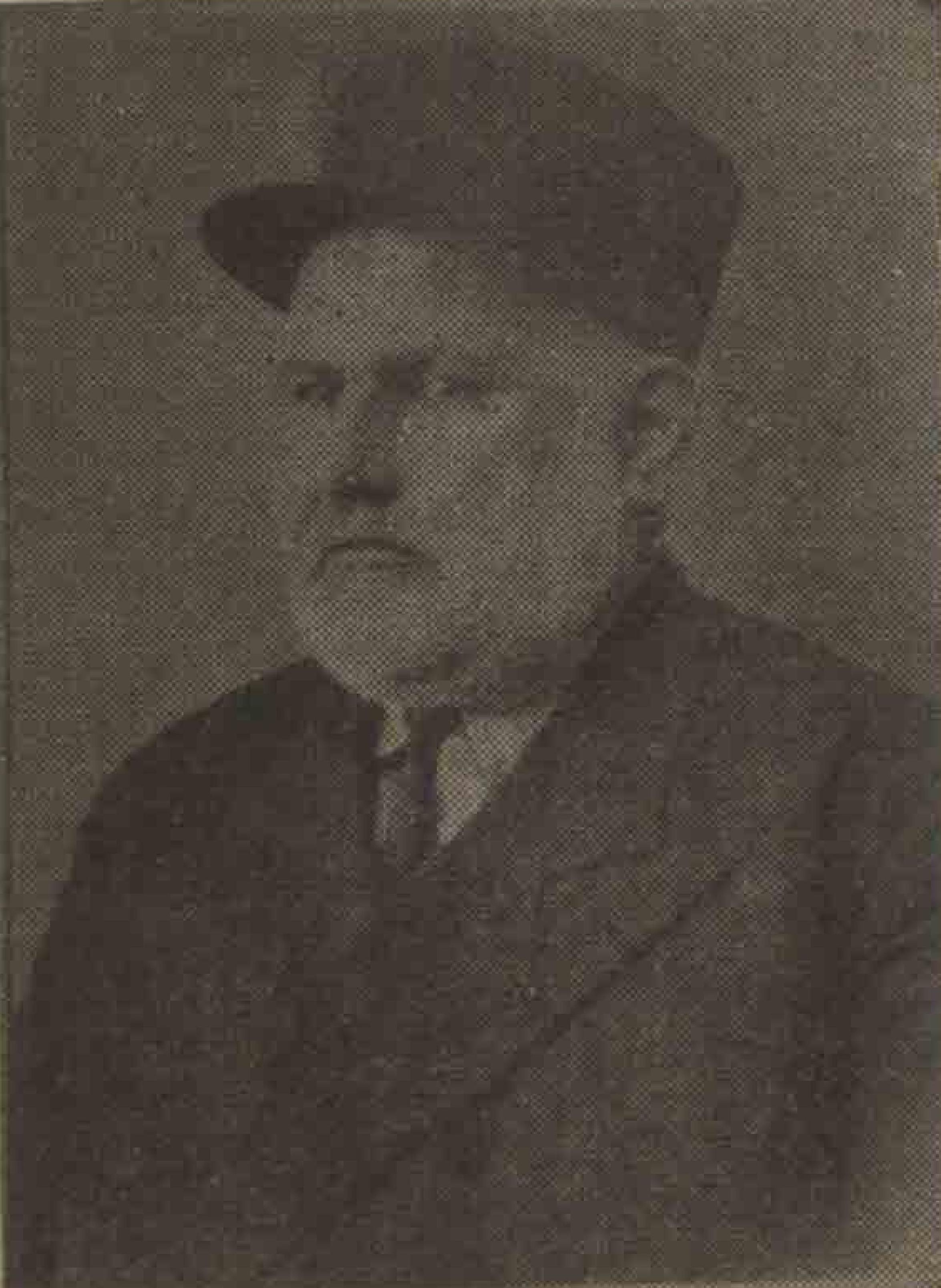
بهار

حاج شیخ احمد بهار (اسفند ۱۲۶۸ – ۱۴ بهمن ۱۳۳۶) شاعر، سیاستمدار و نویسنده ایرانی بود. وی مدتی نماینده مجلس شورای ملی بود.

## زندگی
احمد بهار در اسفند ۱۲۶۸ در مشهد به دنیا آمد. تحصیلات حوزوی خود را در مشهد، کربلا و نجف انجام داد.
او یکی از بنیانگذاران انجمن ادبی خراسان بود.
بهار در سال ۱۲۹۶ روزنامه‌ای با عنوان بهار منتشر کرد که به خاطر مخالفت‌هایش با قرارداد ۱۹۱۹ توسط احمد قوام‌السلطنه حاکم وقت خراسان توقیف شد. سپس او را به عثمانی تبعید کردند. او در تبعید هم به فعالیت‌های خود ادامه داد.
بعدها پنهانی به تهران آمد و با مدرس دوست شد. او به شدن با رضاخان مخالفت می‌کرد و او را سرباز انگلیسی می‌دانست.
پس از واقعه مسجد گوهرشاد دستگیر و ۱۴ ماه زندانی بود. او دو بار از طرف مردم مشهد به نمایندگی مجلس شورای ملی انتخاب شد اما در هر دو بار حکومت از ورود او به مجلس جلوگیری کرد. بهار بعد از اشغال ایران در جنگ جهانی دوم در شهریور ۱۳۲۰ باز هم روزنامهٔ خود را در تهران منتشر کرد و این روند تا ۱۳۲۲ ادامه یافت. در دورهٔ نخست‌وزیر قوام‌السلطنه به ریاست اداره اطلاعات و مطبوعات نخست‌وزیری رسید و سپس منشی مخصوص نخست‌وزیر شد. در دوران نخست‌وزیری مصدق نیز رئیس کل دفتر نخست‌وزیری شد.
پس از کودتای ۲۸ مرداد ۱۳۳۲ از نخست‌وزیری خارج و تا پایان عمر در خدمت وزارت فرهنگ درآمد.
احمد بهار به دنبال تحمل بیماری قلبی در روز پنجشنبه ۱۴ بهمن ۱۳۳۶ در بیمارستان بازرگانان در گذشت. جسد وی را در گورستان ابن‌بابویه کنار آرامگاه شهدای ۳۰ تیر دفن کردند.